# Rainbow (album)
Rainbow este cel de-al cincilea album de studio al cântăreței japoneze Ayumi Hamasaki. A fost lansat pe 18 decembrie 2002, de casa de discuri Avex Trax, la mai puțin de un an fața de albumul său anterior I am.... Albumul s-a vândut în peste 445.000 de exemplare in prima zi a lansării și a ocupat poziția fruntasă in Oricon Daily Charts dar și in topul saptămânal. Rainbow a fost unul dintre cele mai populare albume in acea lună poziționandu-se in vârful clasamentului lunar si ajungând să se claseze pe locul al doilea in clasamentul anual japonez.
Trei singleuri au fost lansate pentru a promova albumul - toate ajungând să ocupe locul 1 in clasamentul săptămânal. Singleul principal, și anume „Free & Easy” a fost cel care a pornit o indelungată cursă în vârful clasamentelor pentru Ayumi Hamasaki, fapt ce continuă și in ziua de astăzi. Cel de-al doilea single de pe album, „H”, a devenit cel de-al șaselea single al lui Hamasaki cu vânzări de peste un milion de exemplare, devenind singurul artist cu meritul acesta. Cel de-al treilea și ultimul single de pe album, „Voyage”, a fost nominalizat pentru Discul de Aur.
In prezent, Rainbow s-a vândut in peste 1,858,000 de exemplare și a fost certificat pentru vânzari de două milioane de exemplare de către RIAJ fiind cel de-al 89-lea cel mai bine vândut album al Japoniei.

## Evoluție și producție
După lansarea albumului I am..., Hamasaki a devenit mult mai obișnuită cu concertele în străinătate. După recitalul de la MTV Asia Music Awards din 2002 , Hamasaki a simțit că versurile in limba japoneză nu sunt suficiente pentru a o ajuta să-și transmită mesajul și fanilor din străinătate. Realizând că engleza este "limba mondială", ea s-a decis să includă și versuri in limba engleză în cântecele ei. Rainbow conține trei cântece parțial interpretate in limba engleză.
Pentru acest album, Hamasaki a lucrat cu DAI dar a compus și singură sub pseudonimul CREA. Albumul a fost si mai variat din punct de vedere stilistic fața de albumele anterioare incluzand melodii cu influențe rock si trip-hop precum si cantece "de vară", cantece dance si nu în ultimul rand, cântece cu influențe gotice. S-au folosit noi tehnici precum corul gospel si strigătele publicului. Temele versurilor au fost si ele mult mai diversificate: libertate, lupta unei femei de a se face respectată, și "o vara ce se termină in mod trist,nostalgic".

## Lansarea si clasamentele muzicale
Presa inițială a albumului a avut o melodie extra și anume, Rainbow, listată cu numărul 0 și conținând o parolă către un website. Pentru a promova albumul, melodia nu a fost inclusă pe acesta ci o versiune scurtă instrumentală a melodiei a fost lansată pe website-ul special, dechis doar pentru un timp limitat unde fanii isi puteau prezenta propriile versuri.
Rainbow s-a poziționat în varful clasamentului lunar si a ajuns sa se claseze pe locul al doilea in clasamentul muzical anual japonez fiind întrecut doar de albumul DEEP RIVER al cântareței japoneze Utada Hikaru. Pe plan mondial, albumul s-a vândut în peste 3 milioane de exemplare. Este cel de-al 89-lea cel mai bine vândut album al Japoniei.

## Single-uri
Albumul a fost precedat de trei singleuri. "Free & Easy" a devenit cel de-al paisprezecelea single al lui Hamasaki care să debuteze in vârful clasamentului muzical săptămânal. Melodia "Free & Easy"  se pare ca ar fi fost creată intr-un moment de inspiratie al lui Hamasaki si a compozitorilor din grupul HAL in timp ce se aflau la o ședintă foto a revistei Free & Easy. Versurile indică foarte mult tema libertații si a forței spirituale personale. Intrebată despre semnificația cântecului, Hamasaki a răspuns - "În Free & Easy, am scris despre ceea ce simt in momentul actual. Cu alte cuvinte, imi doresc sa fiu o persoană care-si asumă responsabilitatea pentru propria-i libertate". Singleul a marcat de asemenea o schimbare dramatică in formatul singleurilor ei. Singleurile lansate după Free & Easy (cu exceptia singleului "No Way to Say") vor conține maximum 2 sau 3 remixuri spre deosebire de cele anterioare care conțineau pana la 6 sau 7 remixuri.
Cel de-al doilea single intitulat "H" a fost unul triplu conținând trei melodii de pe album și anume "Independent", "July 1st" și "HANABI". Acest single a urcat în vârful clasamentelor de asemenea si a devenit cel de-al șaselea cu vânzări de peste un milion de exemplare. Totuși, acest single va rămâne ultimul single al lui Hamasaki cu vânzări care să depășeasca 1 milion de exemplare. Versurile cantecelor de pe  "H" se confruntă cu diferite perspective ale vieții. "HANABI", "ce amintește de sound-ul trip-hop/dub britanic dar cu o tentă mult mai nostalgică" contureză "o vară ce se termină intr-o mare tristețe". "Independent" este un antem reprezentând "Independenta" iar in cele din urma "July 1" este un "antem al verii", avandu-l chitarist pe Susumu Nishikawa.
Ultimul single de pe album este "Voyage", o melodie compusă de Hamasaki si DAI. Melodia are influențe clasice majore prin prezența coardelor si a viorilor. Single-ul, la fel ca și predecesorii săi, a urcat in vârful clasamentelor, devenind de asemenea și unul dintre cele mai aclamate singleuri ale lui Hamasaki din punct de vedere critic. Acesta s-a remarcat si prin prezența indelungată în clasamentele muzicale, si anume timp de 28 de săptămâni fiind nominalizat pentru Discul de Aur. Single-ul nu a avut un videoclip obișnuit ci unul creat sub forma unui scurtmetraj.

## Lista cu melodii
| Nr. | Titlu                              | Muzică                               | Aranjament                      | Lungime |  |
| 1.  | „Everlasting Dream”                | CMJK                                 | CMJK                            | 1:33    |  |
| 2.  | „We Wish”                          | D.A.I                                | HΛL                             | 5:10    |  |
| 3.  | „Real Me”                          | D.A.I                                | CMJK                            | 5:26    |  |
| 4.  | „Free & Easy”                      | Crea + D.A.I                         | HΛL                             | 5:00    |  |
| 5.  | „Heartplace”                       | Crea                                 | tasuku                          | 6:06    |  |
| 6.  | „Over”                             | CMJK                                 | Toshiharu Umesaki, Atsushi Sato | 5:05    |  |
| 7.  | „Hanabi”                           | Crea + D.A.I                         | CMJK                            | 4:56    |  |
| 8.  | „Taskinillusion” (instrumental)    | tasuku                               | tasuku                          | 1:20    |  |
| 9.  | „Everywhere Nowhere”               | pop                                  | CMJK                            | 4:35    |  |
| 10. | „July 1st”                         | Crea + D.A.I                         | tasuku                          | 4:22    |  |
| 11. | „Dolls”                            | Crea                                 | HΛL                             | 5:56    |  |
| 12. | „Neverending Dream” (instrumental) | HΛL (Toshiharu Umesaki, Yuta Nakano) | HΛL                             | 1:35    |  |
| 13. | „Voyage”                           | Crea + D.A.I                         | Ken Shima                       | 5:08    |  |
| 14. | „Close to You”                     | Crea                                 | Seiji Kameda                    | 5:47    |  |
| 15. | „Independent”                      | Crea + D.A.I                         | tasuku                          | 4:53    |  |
| 16. | „+” (melodie ascunsa)              |                                      |                                 |         |  |

## Clasamente si certificări
| Oricon Chart                | Pozitia de vârf | Vânzări din prima saptamană | Vânzări totale | Durata |
| --------------------------- | --------------- | --------------------------- | -------------- | ------ |
| Oricon Daily Album Chart    | 1               |                             |                |        |
| Oricon Weekly Album Chart   | 1               | 1,016,482                   | 1,857,870      | 22     |
| Oricon Monthly Album Charts | 1               |                             |                |        |

| Clasament           | Poziție |
| ------------------- | ------- |
| Japan Oricon Charts | 2       |

| Regiune | Furnizor | Certificări | Vânzări   |
| ------- | -------- | ----------- | --------- |
| Japonia | RIAJ     | 2 milioane  | 1,857,870 |

## Singleuri
| Data               | Titlu         | Pozitia de vârf | Săptămâni    | Vânzari   |
| ------------------ | ------------- | --------------- | ------------ | --------- |
| 24 aprilie 2002    | "Free & Easy" | 1               | 9 săptămâni  | 486,520   |
| 22 iulie 2002      | "H"           | 1               | 24 săptămâni | 1,012,544 |
| 26 septembrie 2002 | "Voyage"      | 1               | 28 săptămâni | 679,463   |

- Vânzari totale de singleuri: 2,181,983
- Vânzari de singleuri & album: 4,039,853